# استان بصره
استان بَصره (به عربی: محافظة بصره) نام یکی از استان‌های هجده‌گانه کشور عراق است. بصره تنها نقطه در عراق است که به دریا راه دارد و به همین دلیل می‌توان گفت اهمیت استراتژیک فراوانی دارد.

## جغرافیا
استان بصره در جنوب عراق واقع شده و با کشورهای ایران و کویت مرز بین‌المللی دارد.
مرکز آن شهر بصره است که دومین شهر بزرگ عراق پس از بغداد است و بیش از ۲ میلیون نفر جمعیت دارد.

## مساحت و جمعیت
مساحت استان بصره ۱۹٬۰۷۰ کیلومتر مربع و جمعیت این استان در سال ۲۰۰۳ برابر با ۲٬۶۰۰٬۰۰۰ نفر بود.
بیشتر ساکنان بصره شیعه و اقلیتی از آن سنی هستند
| دین مردم استان بصره | دین مردم استان بصره | دین مردم استان بصره | دین مردم استان بصره | دین مردم استان بصره |
| ------------------- | ------------------- | ------------------- | ------------------- | ------------------- |
| قومیت               | قومیت               |                     | درصد                | درصد                |
| شیعه                | شیعه                |                     | ۹۱٪                 | ۹۱٪                 |
| سنی                 | سنی                 |                     | ۹٪                  | ۹٪                  |